# Stazione di Pinar
La stazione di Pinar (anche conosciuta col nome di Pinar de las Rozas) è una stazione ferroviaria di Las Rozas de Madrid, sulla linea Madrid - Hendaye. Si trova alla confluenza tra la linea principale e la biforcazione per Príncipe Pío, antico capolinea.
La stazione dispone di servizi di media distanza e forma parte delle linee C3, C8 e C10 delle Cercanías di Madrid.
Si trova in avenida Gabriel Enríquez de la Orden, nel comune di Las Rozas de Madrid.

## Storia
Quando il tratto tra Madrid-Príncipe Pío e El Escorial della linea Madrid - Hendaye fu inaugurato il 9 agosto 1861, originariamente non esisteva alcuna stazione intermedia tra Las Rozas de Madrid e Torrelodones. Sebbene la stazione di Las Matas fosse stata costruita pochi anni dopo, la stazione di Pinar de las Rozas sarebbe stata costruita solo un secolo dopo.
Costruita dalla RENFE, fu inaugurata all'inizio del 1964, quando entrò in servizio la nuova tangenziale ferroviaria di Madrid per i treni merci. Si creò così un nuovo nodo ferroviario, dove confluivano la linea originaria Madrid-Hendaye e una nuova diramazione, diretta alla neonata stazione di Pitis, da dove si diramava da un lato verso il nuovo terminal passeggeri di Madrid-Chamartín e dall'altro verso le stazioni di Fuencarral, Hortaleza, O'Donnell e San Fernando de Henares.